# Brissopsis lyrifera
Brissopsis lyrifera is een zee-egel uit de familie Brissidae. De wetenschappelijke naam van de soort werd in 1841 gepubliceerd door Edward Forbes.

## Beschrijving
Brissopsis lyrifera is een roodbruin gekleurde hartvormige zee-egel die langer (7 cm) dan breed is. De 'mantel' (kalkhoudende skeletplaten, samengevoegd tot een volledige schaal) is bedekt met mobiele stekels, die grover en schaarser zijn in vergelijking met Echinocardium-soorten. Bijzonder kenmerkend voor Brissopsis lyrifera is een smalle band van donkere stekels met trilharen die alle vijf de ambulacra-bladen op het bovenoppervlak omringen. Het is de enige hartegel die waarschijnlijk in modderige sedimenten wordt aangetroffen.

## Verspreiding en leefgebied
De soort komt algemeen voor in de hele Noordzee. Elders kan Brissopsis lyrifera  gevonden worden in offshore of inshore stabiele sedimenten van Noorwegen en IJsland tot Zuid-Afrika en de Middellandse Zee. Ook aanwezig aan de oostkust van Noord-Amerika, maar niet op Groenland. Deze zee-egels worden vaak gevonden in grote aantallen begraven in zachte modderbodems; vanaf een diepte van 5 tot minimaal 500 meter.